# Cinéma Octobre (Novokouznetsk)
Pour les articles homonymes, voir Octobre (homonymie).
Le cinéma Octobre (« Октябрь ») est un cinéma municipal situé à Novokouznetsk en Russie. Il se trouve au bord de la rivière Aba, au croisement de la rue Ordjonikidzé et de l'avenue des Métallurgistes et a été inauguré le 11 octobre 1957.

## Histoire
La construction du nouveau théâtre de la place de l'Avant-Pont commence au début du printemps 1956 par la compagnie d'État Stalinskpromstroï. Les plans sont des architectes Donat Gorny, Vitaly Savtchenko et Pavel Otourine, auteurs également du grand immeuble d'habitations donnant place Maïakovski et sur la façade Ouest du cinéma Octobre. Les sculptures et reliefs sont de la main du sculpteur de Novokouznetsk, Alexandre Smolianinov. L'inauguration du cinéma a lieu le 11 octobre 1957 avec la première du film Le Don paisible, vu le premier jour par 2 500 spectateurs. Le premier directeur est Vladimir Tetenkine,,.
À partir de 1969, le cinéma Octobre se spécialise dans les spectacles pour enfants, après avoir présenté notamment des documentaires littéraires dans les années 1960 sur abonnements dont le programme change tous les mois,.
Une deuxième salle est ouverte le 30 août 1995 de plus petite dimension pour des films en stéréo. À la date de 1996 le cinéma a été visité par 43,5 mille enfants et 33,2 mille grandes personnes.
La grande salle est reconstruite en 2000. Elle est arrangée en 2011 pour les films en 3D et la petite salle est restaurée en 2013. Des séances de charité sont organisées régulièrement pour les invalides, les retraités, les enfants des maisons de l'enfance et des internats.

## Galerie

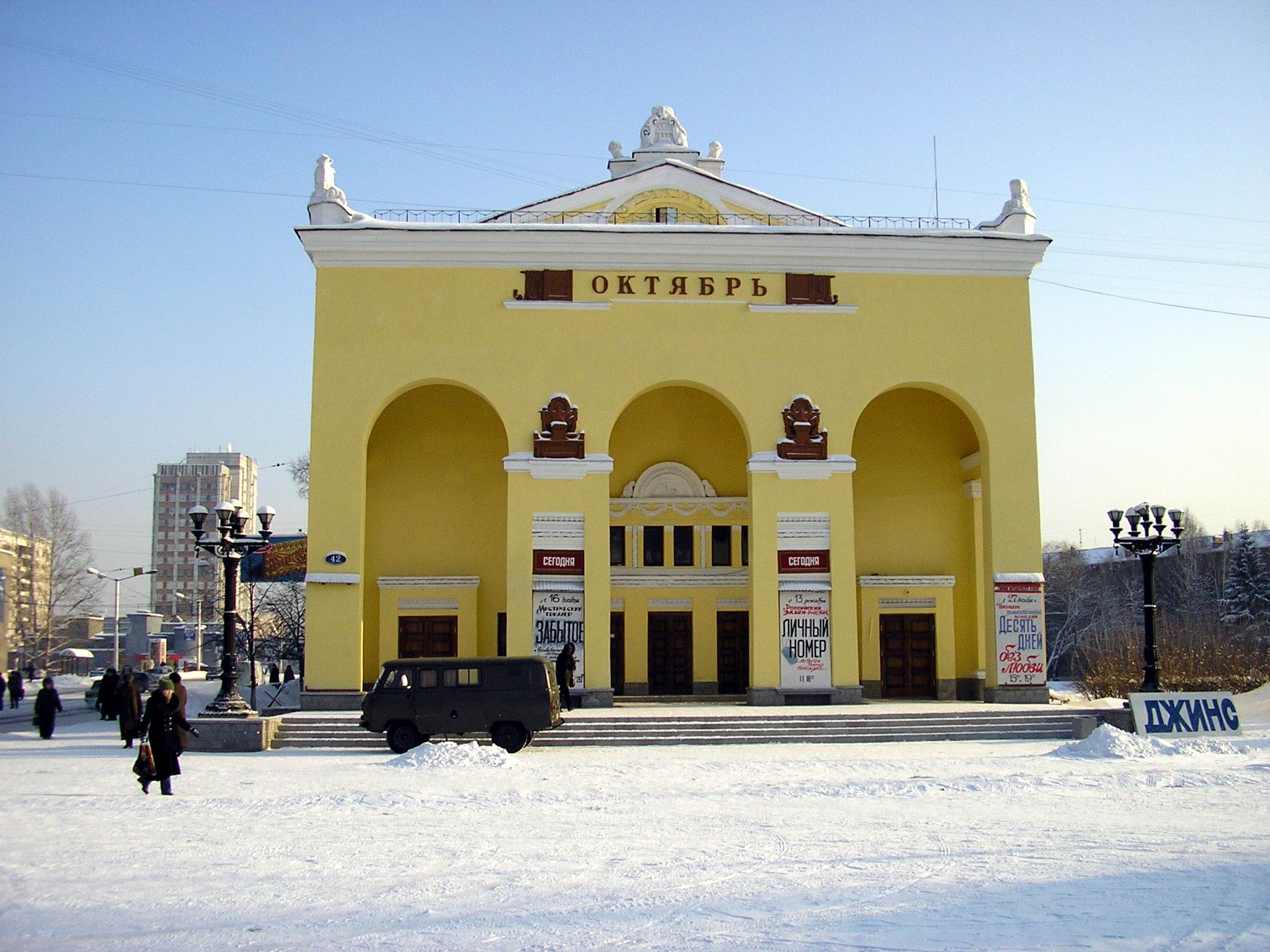
Vue du côté de l'avenue des Métallurgistes
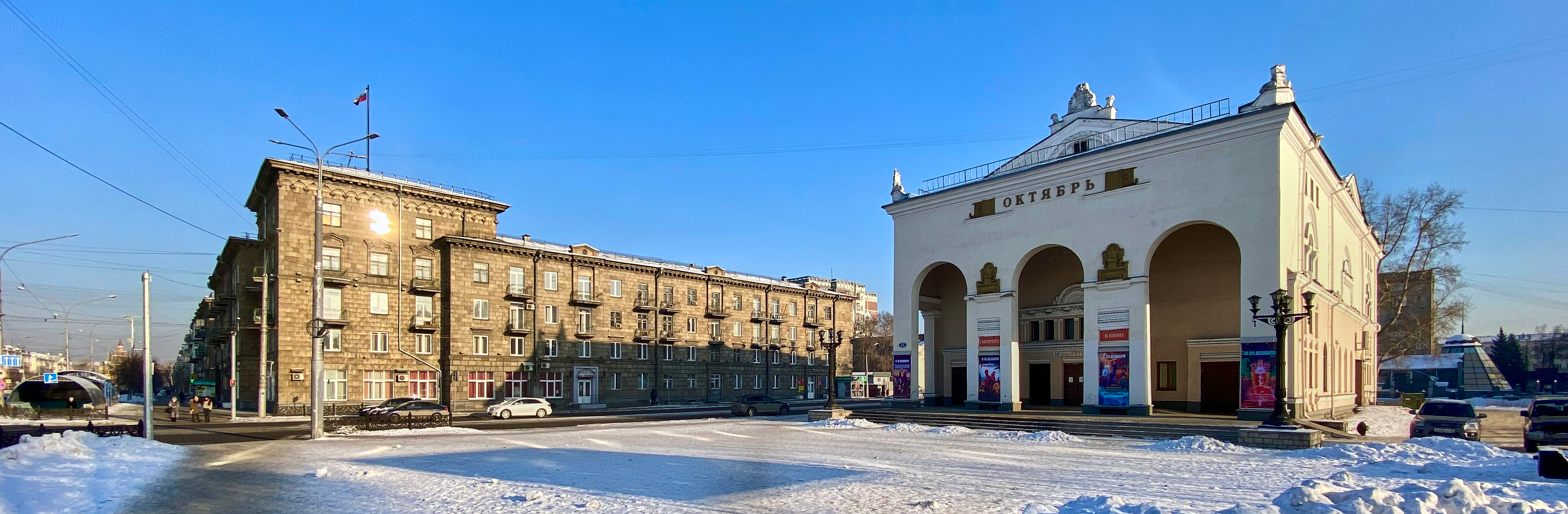
Vue de la place de l'Avant-Pont
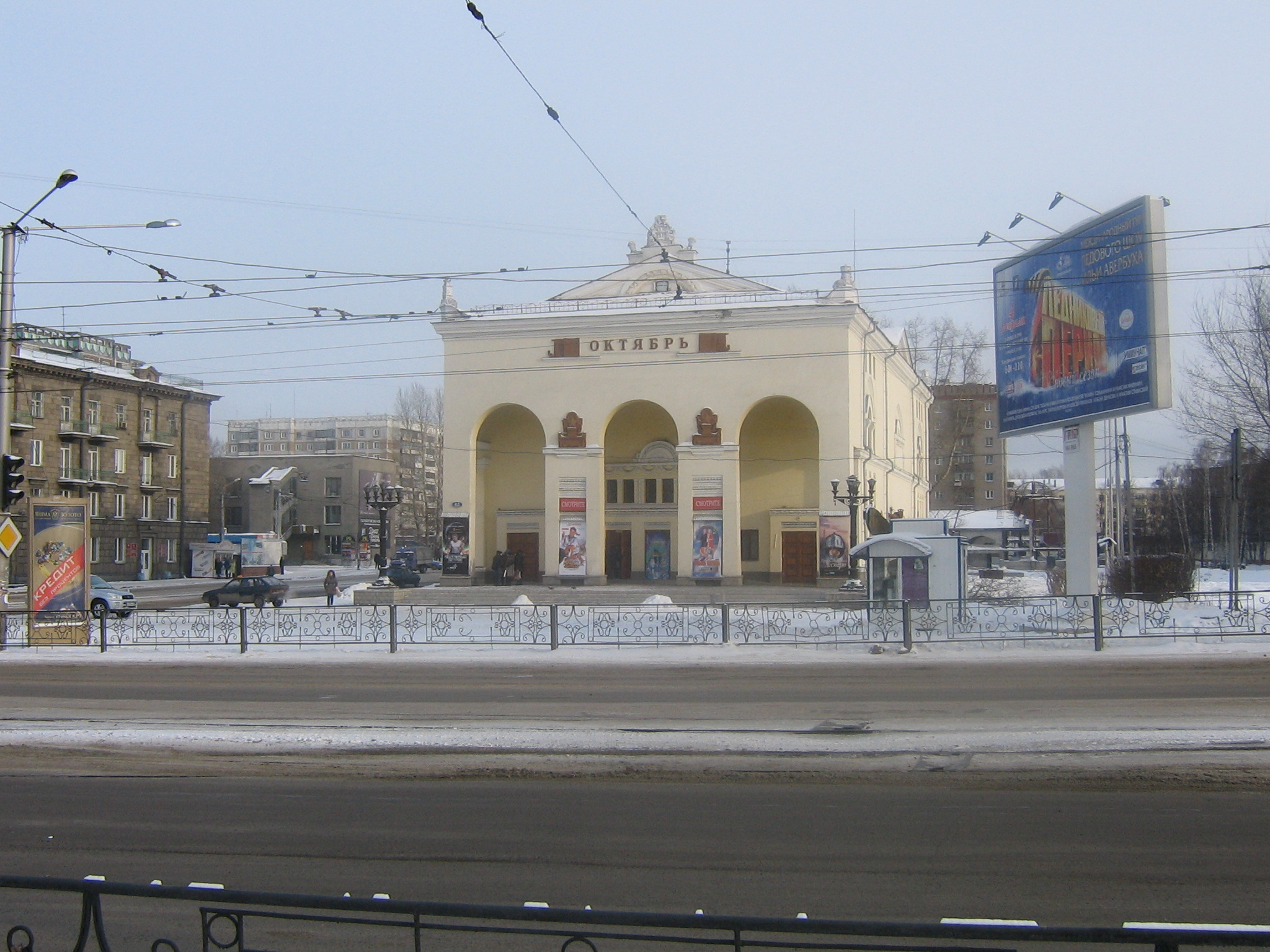
Vue de la place Maïakovski
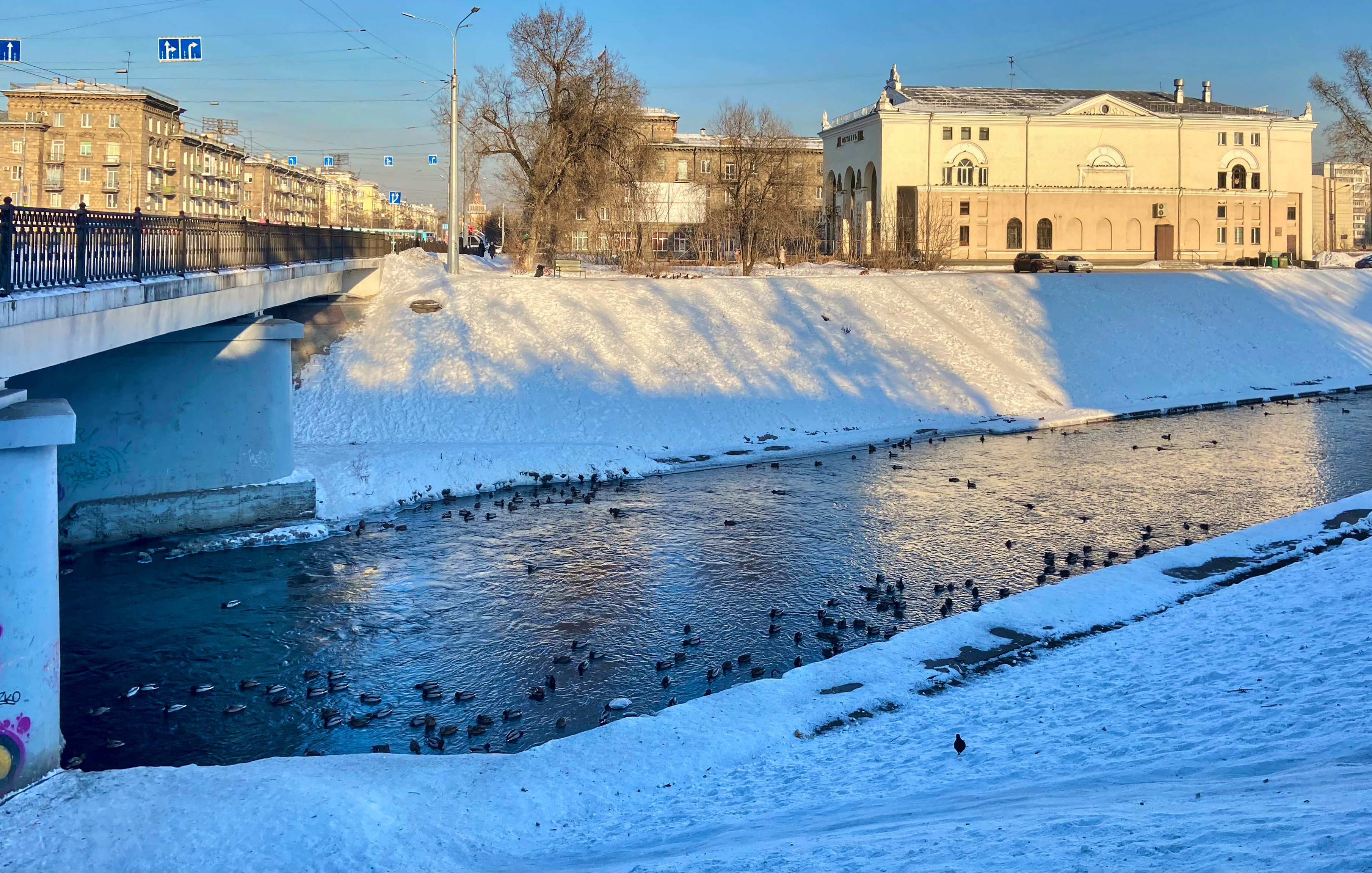
Vue sur l'Aba et le cinéma en hiver